# Giải SAG cho nữ diễn viên chính xuất sắc nhất
Giải của Nghiệp đoàn diễn viên màn ảnh cho nữ diễn viên đóng vai chính xuất sắc (tiếng Anh: Screen Actors Guild Award for Outstanding Performance by a Female Actor in a Leading Role) là một trong các giải của Nghiệp đoàn diễn viên màn ảnh Hoa Kỳ dành cho nữ diễn viên đóng vai chính trong một phim, được bầu chọn là xuất sắc.
Ghi chú
- "†" chỉ nữ diễn viên đoạt giải Oscar cho Nữ diễn viên chính xuất sắc nhất.
- "‡" chỉ nữ diễn viên được đề cử ở hạng mục trên.

## So sánh tuyệt đối
| So sánh tuyệt đối                                     | Nữ diễn viên chính xuất sắc                 | Nữ diễn viên chính xuất sắc | Nữ diễn viên phụ xuất sắc                                                | Nữ diễn viên phụ xuất sắc | Toàn bộ                                     | Toàn bộ |
| ----------------------------------------------------- | ------------------------------------------- | --------------------------- | ------------------------------------------------------------------------ | ------------------------- | ------------------------------------------- | ------- |
| Nữ diễn viên đoạt giải nhiều nhất                     | —                                           |                             | Kate Winslet                                                             | 2                         | Helen Mirren, Kate Winslet, Renée Zellweger | 2       |
| Nữ diễn viên được đề cử nhiều nhất                    | Meryl Streep                                | 7                           | Cate Blanchett                                                           | 4                         | Judi Dench, Meryl Streep, Kate Winslet      | 7       |
| Nữ diễn viên được đề cử nhiều nhất mà không đoạt giải | Kate Winslet                                | 4                           | Catherine Keener, Julianne Moore                                         | 3                         | Julianne Moore                              | 5       |
| Phim được đề cử nhiều nhất                            | —                                           |                             | Forrest Gump, Being John Malkovich, Almost Famous, Chicago, Babel, Doubt | 2                         | Chicago, Doubt                              | 3       |
| Người đoạt giải cao tuổi nhất                         | Julie Christie (Away from Her, 2008)        | 66                          | Gloria Stuart (Titanic, 1998)                                            | 87                        | Gloria Stuart (Titanic, 1998)               | 87      |
| Người được đề cử cao tuổi nhất                        | Judi Dench (Notes on a Scandal, 2007)       | 72                          | Gloria Stuart (Titanic, 1998)                                            | 87                        | Gloria Stuart (Titanic, 1998)               | 87      |
| Người trẻ nhất đoạt giải                              | Gwyneth Paltrow (Shakespeare in Love, 1999) | 26                          | Kate Winslet (Sense and Sensibility, 1996)                               | 20                        | Kate Winslet (Sense and Sensibility, 1996)  | 20      |
| Người trẻ nhất được đề cử                             | Evan Rachel Wood (thirteen, 2004)           | 16                          | Dakota Fanning (I Am Sam, 2002)                                          | 8                         | Dakota Fanning (I Am Sam, 2002)             | 8       |

## Các người đoạt giải và các người được đề cử

### Thập niên 1990
| Năm  | Đề cử và diễn viên thắng giải | Phim                          | Vai diễn              |
| ---- | ----------------------------- | ----------------------------- | --------------------- |
| 1994 | Jodie Foster                  | Nell                          | Nell Kellty ‡         |
| 1994 | Jessica Lange                 | Blue Sky                      | Carly Marshall †      |
| 1994 | Meg Ryan                      | When a Man Loves a Woman      | Alice Green           |
| 1994 | Susan Sarandon                | The Client                    | Reggie Love ‡         |
| 1994 | Meryl Streep                  | The River Wild                | Gail Hartman          |
| 1995 | Susan Sarandon                | Dead Man Walking              | Helen Prejean †       |
| 1995 | Joan Allen                    | Nixon                         | Pat Nixon             |
| 1995 | Elisabeth Shue                | Leaving Las Vegas             | Sera ‡                |
| 1995 | Meryl Streep                  | The Bridges of Madison County | Francesca Johnson ‡   |
| 1995 | Emma Thompson                 | Sense and Sensibility         | Elinor Dashwood ‡     |
| 1996 | Frances McDormand             | Fargo                         | Marge Gunderson †     |
| 1996 | Brenda Blethyn                | Secrets & Lies                | Cynthia Rose Purley ‡ |
| 1996 | Diane Keaton                  | Marvin's Room                 | Bessie ‡              |
| 1996 | Gena Rowlands                 | Unhook the Stars              | Mildred Hawks         |
| 1996 | Kristin Scott Thomas          | The English Patient           | Katharine Clifton ‡   |
| 1997 | Helen Hunt                    | As Good as It Gets            | Carol Connelly †      |
| 1997 | Helena Bonham Carter          | The Wings of the Dove         | Kate Croy ‡           |
| 1997 | Judi Dench                    | Mrs. Brown                    | Queen Victoria ‡      |
| 1997 | Pam Grier                     | Jackie Brown                  | Jackie Brown          |
| 1997 | Robin Wright Penn             | She's So Lovely               | Maureen Murphy Quinn  |
| 1997 | Kate Winslet                  | Titanic                       | Rose DeWitt Bukater ‡ |
| 1998 | Gwyneth Paltrow               | Shakespeare in Love           | Viola De Lesseps †    |
| 1998 | Cate Blanchett                | Elizabeth                     | Queen Elizabeth I ‡   |
| 1998 | Jane Horrocks                 | Little Voice                  | Little Voice          |
| 1998 | Meryl Streep                  | One True Thing                | Kate Gulden ‡         |
| 1998 | Emily Watson                  | Hilary and Jackie             | Jacqueline du Pré ‡   |
| 1999 | Annette Bening                | American Beauty               | Carolyn Burnham ‡     |
| 1999 | Janet McTeer                  | Tumbleweeds                   | Mary Jo Walker ‡      |
| 1999 | Julianne Moore                | The End of the Affair         | Sarah Miles ‡         |
| 1999 | Meryl Streep                  | Music of the Heart            | Roberta Guaspari ‡    |
| 1999 | Hilary Swank                  | Boys Don't Cry                | Brandon Teena †       |

### Thập niên 2000
| Năm  | Đề cử và nữ diễn viên thắng giải | Phim                                  | Vai diễn                                  |
| ---- | -------------------------------- | ------------------------------------- | ----------------------------------------- |
| 2000 | Julia Roberts                    | Erin Brockovich                       | Erin Brockovich †                         |
| 2000 | Joan Allen                       | The Contender                         | Laine Billings Hanson ‡                   |
| 2000 | Juliette Binoche                 | Chocolat                              | Vianne Rocher ‡                           |
| 2000 | Ellen Burstyn                    | Requiem for a Dream                   | Sara Goldfarb ‡                           |
| 2000 | Laura Linney                     | You Can Count on Me                   | Samantha "Sammy" Prescott ‡               |
| 2001 | Halle Berry                      | Monster's Ball                        | Leticia Musgrove †                        |
| 2001 | Jennifer Connelly                | A Beautiful Mind                      | Alicia Nash                               |
| 2001 | Judi Dench                       | Iris                                  | Iris Murdoch ‡                            |
| 2001 | Sissy Spacek                     | In the Bedroom                        | Ruth Fowler ‡                             |
| 2001 | Renée Zellweger                  | Bridget Jones's Diary                 | Bridget Jones ‡                           |
| 2002 | Renée Zellweger                  | Chicago                               | Roxie Hart ‡                              |
| 2002 | Salma Hayek                      | Frida                                 | Frida Kahlo ‡                             |
| 2002 | Nicole Kidman                    | The Hours                             | Virginia Woolf †                          |
| 2002 | Diane Lane                       | Unfaithful                            | Connie Sumner ‡                           |
| 2002 | Julianne Moore                   | Far from Heaven                       | Cathy Whitaker ‡                          |
| 2003 | Charlize Theron                  | Monster                               | Aileen Wuornos †                          |
| 2003 | Patricia Clarkson                | The Station Agent                     | Olivia Harris                             |
| 2003 | Diane Keaton                     | Something's Gotta Give                | Erica Barry ‡                             |
| 2003 | Naomi Watts                      | 21 Grams                              | Cristina Peck ‡                           |
| 2003 | Evan Rachel Wood                 | thirteen                              | Tracy Louise Freeland                     |
| 2004 | Hilary Swank                     | Million Dollar Baby                   | Maggie Fitzgerald †                       |
| 2004 | Annette Bening                   | Being Julia                           | Julia Lambert ‡                           |
| 2004 | Catalina Sandino Moreno          | Maria Full of Grace                   | María Álvarez ‡                           |
| 2004 | Imelda Staunton                  | Vera Drake                            | Vera Drake ‡                              |
| 2004 | Kate Winslet                     | Eternal Sunshine of the Spotless Mind | Clementine Kruczynski ‡                   |
| 2005 | Reese Witherspoon                | Walk the Line                         | June Carter †                             |
| 2005 | Judi Dench                       | Mrs. Henderson Presents               | Laura Henderson ‡                         |
| 2005 | Felicity Huffman                 | Transamerica                          | Stanley Schupak/Sabrina "Bree" Osbourne ‡ |
| 2005 | Charlize Theron                  | North Country                         | Josey Aimes ‡                             |
| 2005 | Chương Tử Di                     | Memoirs of a Geisha                   | Chiyo Sakamoto/Sayuri Nitta               |
| 2006 | Helen Mirren                     | The Queen                             | Queen Elizabeth II †                      |
| 2006 | Penélope Cruz                    | To Return (Volver)                    | Raimunda ‡                                |
| 2006 | Judi Dench                       | Notes on a Scandal                    | Barbara Covett ‡                          |
| 2006 | Meryl Streep                     | The Devil Wears Prada                 | Miranda Priestly ‡                        |
| 2006 | Kate Winslet                     | Little Children                       | Sarah Pierce ‡                            |
| 2007 | Julie Christie                   | Away From Her                         | Fiona Anderson ‡                          |
| 2007 | Cate Blanchett                   | Elizabeth: The Golden Age             | Queen Elizabeth I ‡                       |
| 2007 | Marion Cotillard                 | La Vie en Rose                        | Edith Piaf †                              |
| 2007 | Angelina Jolie                   | A Mighty Heart                        | Mariane Pearl                             |
| 2007 | Ellen Page                       | Juno                                  | Juno MacGuff ‡                            |
| 2008 | Meryl Streep                     | Doubt                                 | Aloysius Beauvier ‡                       |
| 2008 | Anne Hathaway                    | Rachel Getting Married                | Kym ‡                                     |
| 2008 | Angelina Jolie                   | Changeling                            | Christine Collins ‡                       |
| 2008 | Melissa Leo                      | Frozen River                          | Ray Eddy ‡                                |
| 2008 | Kate Winslet                     | Revolutionary Road                    | April Wheeler                             |
| 2009 | Sandra Bullock                   | The Blind Side                        | Leigh Anne Tuohy †                        |
| 2009 | Helen Mirren                     | The Last Station                      | Sophia Tolstaya ‡                         |
| 2009 | Carey Mulligan                   | An Education                          | Jenny Miller ‡                            |
| 2009 | Gabourey Sidibe                  | Precious                              | Claireece "Precious" Jones ‡              |
| 2009 | Meryl Streep                     | Julie & Julia                         | Julia Child ‡                             |

### 2010s
| Year        | Actress             | Film                        | Character                  |
| ----------- | ------------------- | --------------------------- | -------------------------- |
| 2010 (17th) | Natalie Portman †   | Black Swan                  | Nina Sayers                |
| 2010 (17th) | Annette Bening ‡    | The Kids Are All Right      | Dr. Nicole "Nic" Allgood   |
| 2010 (17th) | Nicole Kidman ‡     | Rabbit Hole                 | Becca Corbett              |
| 2010 (17th) | Jennifer Lawrence ‡ | Winter's Bone               | Ree Dolly                  |
| 2010 (17th) | Hilary Swank        | Conviction                  | Betty Anne Waters          |
| 2011 (18th) | Viola Davis ‡       | The Help                    | Aibileen Clark             |
| 2011 (18th) | Glenn Close ‡       | Albert Nobbs                | Albert Nobbs               |
| 2011 (18th) | Meryl Streep †      | The Iron Lady               | Margaret Thatcher          |
| 2011 (18th) | Tilda Swinton       | We Need to Talk About Kevin | Eva Khatchadourian         |
| 2011 (18th) | Michelle Williams ‡ | My Week with Marilyn        | Marilyn Monroe             |
| 2012 (19th) | Jennifer Lawrence † | Silver Linings Playbook     | Tiffany Maxwell            |
| 2012 (19th) | Jessica Chastain ‡  | Zero Dark Thirty            | Maya                       |
| 2012 (19th) | Marion Cotillard    | Rust and Bone               | Stéphanie                  |
| 2012 (19th) | Helen Mirren        | Hitchcock                   | Alma Reville               |
| 2012 (19th) | Naomi Watts ‡       | The Impossible              | Maria Bennett              |
| 2013 (20th) | Cate Blanchett †    | Blue Jasmine                | Jeanette "Jasmine" Francis |
| 2013 (20th) | Sandra Bullock ‡    | Gravity                     | Dr. Ryan Stone             |
| 2013 (20th) | Judi Dench ‡        | Philomena                   | Philomena Lee              |
| 2013 (20th) | Meryl Streep ‡      | August: Osage County        | Violet Weston              |
| 2013 (20th) | Emma Thompson       | Saving Mr. Banks            | P. L. Travers              |
| 2014 (21st) | Julianne Moore †    | Still Alice                 | Alice Howland              |
| 2014 (21st) | Jennifer Aniston    | Cake                        | Claire Bennett             |
| 2014 (21st) | Felicity Jones ‡    | The Theory of Everything    | Jane Wilde Hawking         |
| 2014 (21st) | Rosamund Pike ‡     | Gone Girl                   | Amy Elliott-Dunne          |
| 2014 (21st) | Reese Witherspoon ‡ | Wild                        | Cheryl Strayed             |

## Linh tinh
Trong 21 năm qua, chỉ có 6 trường hợp mà nữ diễn viên đoạt giải này, kkông đoạt được giải Oscar. Đó là: 
- 1994: Foster (Nell) thua Lange (Blue Sky),
- 1999: Bening (American Beauty) thua Swank (Boys Don't Cry),
- 2002: Zellweger (Chicago) thua Kidman (The Hours)
- 2007: Christie (Away From Her) thua Cotillard (La Vie en Rose).
- 2008: Streep (Doubt) thua Winslet (The Reader)
- 2011: Davis (The Help) thua Streep (The Iron Lady)